# Бричанський район
Бричанський район або Бричень (рум. Briceni) — район у північно-західній Молдові. Адміністративний центр — Бричани.
На південний захід від району розташований кордон з Румунією, на заході та півночі — Новоселицький та Кельменецький із Сокирянським районами України відповідно. Межує з Окницьким районом на сході та з Єдинецьким на південному сході.
Національний склад населення згідно з Переписом населення Молдови 2004  та 2014 років.
|                   | 2004           | 2004      | 2014           | 2014      |
| етнічна група     | кількість осіб | Частка, % | кількість осіб | Частка, % |
| ----------------- | -------------- | --------- | -------------- | --------- |
| молдовани/румуни  | 55 437         | 71,05     | 51 616         | 73,71     |
| українці          | 19 939         | 25,55     | 15 572         | 22,24     |
| росіяни           | 2 061          | 2,64      | 1 624          | 2,32      |
| цигани            | 187            | 0,24      | 113            | 0,16      |
| євреї             | 84             | 0,11      | ...            | ...       |
| гагаузи           | 59             | 0,08      | 35             | 0,05      |
| болгари           | 45             | 0,06      | 35             | 0,05      |
| поляки            | 10             | 0,01      | ...            | ...       |
| інші / не вказали | 205            | 0,26      | 1 034          | 1,47      |
| Всього            | 78 027         | 100       | 70 029         | 100       |

Повсякденна мова мешканців району (2014):
|                      | кількість осіб | Частка, % |
| -------------------- | -------------- | --------- |
| молдовська/румунська | 48 034         | 68,59     |
| українська           | 11 316         | 16,16     |
| російська            | 8 488          | 12,12     |
| інші                 | 194            | 0,28      |
| не вказали           | 1 997          | 2,85      |
| всього               | 70 029         | 100       |

## Історія
26 червня 1940 значна частина Бричанського району разом із повітами Четатя-Албе, Ізмаїл, Кілія і Чернівецькою областю перейшли від Румунії до України, а 4 листопада 1940 центральна влада остаточно встановила кордон між МРСР та УРСР, у результаті чого Україна віддала Молдові низку місцевостей нинішнього Бричанського району (колишнього Липканського району).